# Abyssocucumis albatrossi
Abyssocucumis albatrossi är en sjögurkeart som beskrevs av Cherbonnier 1947. Abyssocucumis albatrossi ingår i släktet Abyssocucumis och familjen korvsjögurkor. Inga underarter finns listade i Catalogue of Life.